# لويس جوسران
إتيان لويس جوسران (بالفرنسية: Étienne Louis Josserand) هو أستاذ وفقيه قانوني فرنسي، والمؤلف المشارك في مشروع قانون الموجبات والعقود اللبناني. ولد في ليون في 31 كانون الثاني (يناير) 1868 وتوفي في 4 تشرين الثاني (نوفمبر) 1941 في لا سوفيتا (بوي-دو-دوم). وكان عميد كلية الحقوق في ليون.

## حياة مهنية
كان جوسران عميدًا فخريًا لكلية الحقوق في ليون من عام 1913 إلى عام 1935، ومستشارًا لمحكمة التمييز (محكمة النقض) في عام 1938 . وكان أيضًا رئيسًا لجمعية التشريع المقارن في عام 1938 .
انتخب في 3 حزيران (يونيو) 1930 كعضو كامل في أكاديمية العلوم، الآداب، والفنون الليونية.

## الفقه القانوني (التعليم)
اقترح جوسران مفهومًا أكثر شمولًا وتوسّعًا لإساءة استعمال الحق (l'abus de droit)، وهذا يعني أنه سيكون هناك إساءة استعمال للحق في كل مرّة لا يتم استعمال الحق للغرض المرجو منه اجتماعيًا. ولتحقيق هذه الغاية، يميز جوسران بين عدة فئات من الحقوق. وبالتالي، لا يكون هناك إساءة استعمال للحقوق إلا إذا مورست هذه الحقوق بقصد إحداث الضرر فقط.
يُعتبر جوسران في المقام الأول هو صاحب نظرية المخاطرة (la théorie du risque) مع ريمون سالييس، وهي إحدى أسس المسؤولية التقصيرية (la responsabilité délictuelle). كانت لديهما فكرة إرساء المبدأ العام الخاص بالمسؤولية عن فعل الجوامد (la responsabilité du fait des choses) في المادة القديمة 1384، الفقرة 1 (المادة 1242 الآن بعد إصلاح 2016) من القانون المدني الفرنسي.
كما انتقد جوسران تطور القانون الخاص الفرنسي بعد الحرب العالمية الأولى، والذي، حسب قوله، أدى إلى انحراف عن القانون العام (droit commun)، مما أدى إلى خلق "قانون الطبقة" (droit de classe) الذي سيؤدي إلى "الحرب الأهلية". يقيم جوسران رابطًا بين إعادة تشكيل قانون الطبقة هذا والذي سيكون بمثابة ترجمة قانونية شرعية لـ "الصراع الطبقي" (lutte des classes)  ، و "انشاء قانون النقابات العمالية في عام 1884".
لقد انتقد جوسران بشدة مفهوم العقد شبه العقدي (quasi-contrat)، وكان أول من تحدث عن "إجبار العقد" .

## كتابات
- جوسران، لويس (2006). من روح الحقوق ونسبيتهم. مكتبة داللوز. باريس: داللوز. ص. 490. ISBN:978-2-247-06812-8.
- جوسران، لويس (2006). الدوافع في الأعمال القانونية للقانون الخاص. مكتبة داللوز. باريس: داللوز. ص. 450. ISBN:978-2-247-07109-8. مؤرشف من الأصل في 2023-06-09. اطلع عليه بتاريخ 2012-06-04.

## بيبليوغرافية
- Nicole Dockès-Lallement, « JOSSERAND Louis (1868-1941) », dans Dominique Saint-Pierre, Dictionnaire historique des académiciens de Lyon 1700-2016, Lyon, Éditions de l'Académie, 2017 (ISBN 978-2-9559433-0-4), p. 714-718.
- Les archives issues de l'activité professionnelle de Louis Josserand sont conservées aux Archives du département du Rhône et de la métropole de Lyon sous la cote 224 J.

## الملاحظات والمراجع
1. ↑  Saint-Pierre، Dominique (2017). Dictionnaire historique des académiciens de Lyon : 1700-2016. ISBN:978-2-9559433-0-4. OCLC:983829759. اطلع عليه بتاريخ 2021-10-13.
2. ↑  L. Josserand, sur la reconstitution d'un droit de classe, DH 1937, chron. ص. 1
3. ↑  précité, ص. 4
4. ↑  Josserand، Louis (1937). "La renaissance des droits « civils »". DH chron.: 70..

## روابط خارجية
قالب:Liens